# Korneuburg
Korneuburg (phát âm tiếng Đức: [kɔʁˈnɔʏbʊʁk]) là một thị xã ở nước Áo. Đô thị này có diện tích 9,71 km², dân số năm 2001 là 11.735 người. Đây là thủ phủ của huyện Korneuburg. Korneuburg nằm ở tả ngạn sông Danube, đối diện thành phố Klosterneuburg, và 12 km về phía tây bắc Viên. 

## Người dân nổi bật
- Johann Georg Lickl (1769-1843), nhà soạn nhạc
- Max Burckhard (1854–1912)
- Nico Dostal (1895–1981), nhà soạn nhạc
- Viktor Matejka (1901–1993), nhà văn, nhà chính trị (de)
- Kurt Binder (sinh 1944), nhà vật lý